# Verhalen van een vampier
Verhalen van een vampier is een verhalenbundel (raamvertelling), vertaald uit het Sanskriet door prof. dr. Willem Caland.
De Nederlandse vertaling verscheen in 1923 en bevat drie vierde van "de vijfentwintig verhalen van den Wetāla" (वेतालपञ्चविंशति); onderdeel van de "Oceaan van vertelling-rivieren" (कथासरित्सागर; een verzameling van legendes, sprookjes en volksverhalen uit India) van dichter Somadewa (11e eeuw).

## Inleiding (aanvang der raamvertelling)

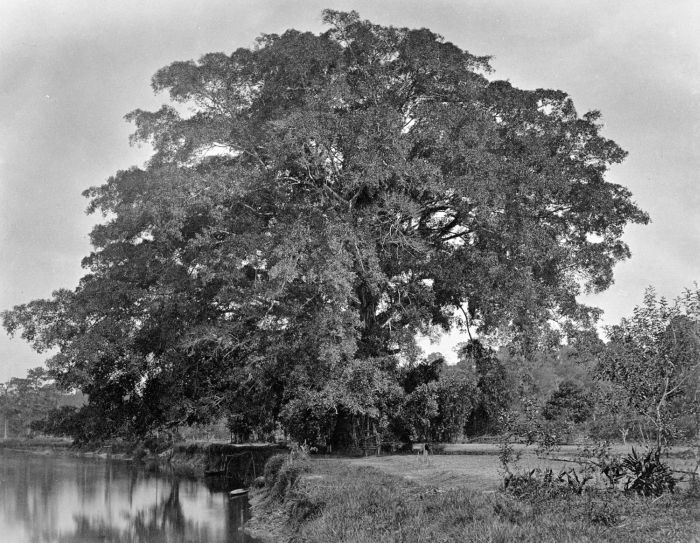
Waringin, Wereldmuseum Amsterdam

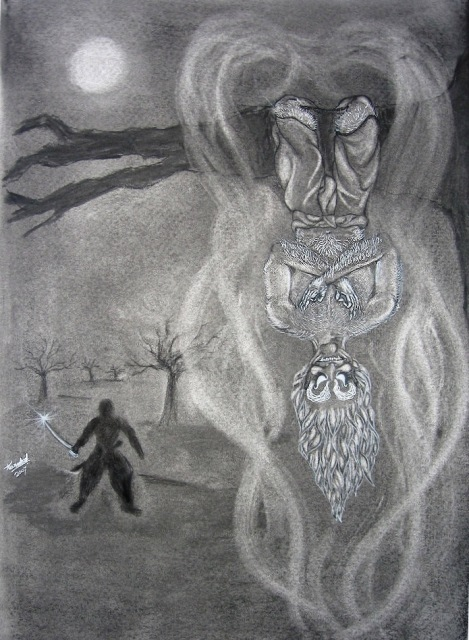
Een Wetāla hangt aan een boom

Aan de oever van de Godāwari ligt het land Pratishthāna met als vorst Triwikramasena, zoon van Wikramasena. Bhikshoe Kshāntiśīla komt dagelijks met een vrucht voor de vorst en deze gift geeft de vorst daarna aan de schatmeester. Op een dag wordt de vrucht aan een aap gegeven en deze bijt hem doormidden, waarna een prachtige parel zichtbaar wordt. De vorst vraagt de Bhikshoe waarom hij deze rijkdommen krijgt en hoort dan dat de Bhikshoe hem nodig heeft een queeste te volbrengen. De vorst moet op de eerstvolgende dag van de maandhelft van afnemende maan bij het vallen van de nacht aan de voet van een waringin bij het grote crematorium komen. De vorst hoort daar van de Bhikshoe, die een tovercirkel trekt, dat hij zuidwaarts moet gaan om het lijk van een man van een eenzame Śimśapāboom te halen.
De vorst gaat zuidwaarts en haalt het lijk van de boom, maar het lijk schaterlacht. Als de koning hierover spreekt, hangt het lijk onmiddellijk weer aan de boom. De vorst haalt het lijk opnieuw van de boom en de Wetāla in het lijk vertelt een verhaal om de weg terug korter te maken.

## Eerste verhaal - De prins, die door zijn vriend in 't bezit zijner geliefde gesteld werd
In de stad Wārānasī is Pratapamoekoeta koning. De zoon van de koning, Wājramoekoeta, is bevriend met de zoon van minister Boeddhiśarīra. Ze gaan samen op jacht en komen in een woud, waar een schone maagd zich met haar gevolg gaat baden. Ze worden verliefd en Wājramoekoeta is bedroefd als hij weer thuis is, maar de ministerszoon heeft tekenen van de maagd gezien:
- Ze stak een lotus in haar oor[2]
- Ze bewerkte haar tanden – ze is dochter van een ivoorbewerker[3]
- Ze bekranste zich met een lotus[4]

De prins gaat met de ministerszoon naar Kalingaland en ze komen bij een oude vrouw die de min was van de maagd en nu als dueña aan haar is toegevoegd. Ze gaat niet vaak naar de maagd, want haar zoon is dobbelaar en steelt haar overkleden. De ministerszoon vraagt deze vrouw om Padmāwatī te vertellen dat de koningszoon haar bemind. Als de oude vrouw terugkomt, vertelt deze dat ze op beide wangen is geslagen door de met kamfer besmeerde handen van de dochter van de ivoorbewerker. De ministerszoon legt uit dat de koningszoon moet wachten, de tien maanlichte nachten van de maanhelft der wassende maan zijn niet geschikt voor een samenkomst.
De ministerszoon verkoopt goud en laat voor het geld een maaltijd bereiden en begerig gaat de oude vrouw weer naar de dochter van de ivoorbewerker. Ze wordt met drie vingers, besmeerd met lak, op haar borst geslagen. De ministerszoon legt uit dat ze drie dagen ongesteld is en na drie dagen keert de oude vrouw opnieuw terug. Ze wordt deze keer vriendelijk ontvangen en als ze 's avonds terug wil keren, kan dat niet via de openbare weg. Er is namelijk een olifant losgebroken en daarom wordt ze met een bankje uit het raam gelaten en moet over de muur klimmen. De ministerszoon legt uit dat de prins via dezelfde weg naar de dochter van de ivoorbewerker moet gaan en het paar sluit een Gandharwa-huwelijk.
Na enkele dagen wil de prins zijn vriend bezoeken en de dochter van de ivoorbewerker vraagt of de vriend haar tekenen ontcijferd heeft. De prins vertelt dat de ministerszoon alles heeft uitgelegd, hijzelf begreep niets. De ministerszoon vertelt dat dit niet de juiste manier is geweest om te antwoorden. De volgende dag wordt door een dienares van de dochter van de ivoorbewerker voedsel en een betel gebracht en de ministerszoon geeft het voedsel aan een hond, die daarop sterft. De ministerszoon waarschuwt dat de vrouw de prins op deze manier voor zich alleen wil houden. Dan horen ze dat de jonge zoon van de koning is omgekomen en de ministerszoon stuurt de prins met een bedwelmende drank naar de dochter van de ivoorbewerker. Als de vrouw slaapt, moet hij een drietand in het vuur leggen en haar een merkteken aan de ronding van de heup geven, hij moet al haar sieraden stelen en dan terugkeren.

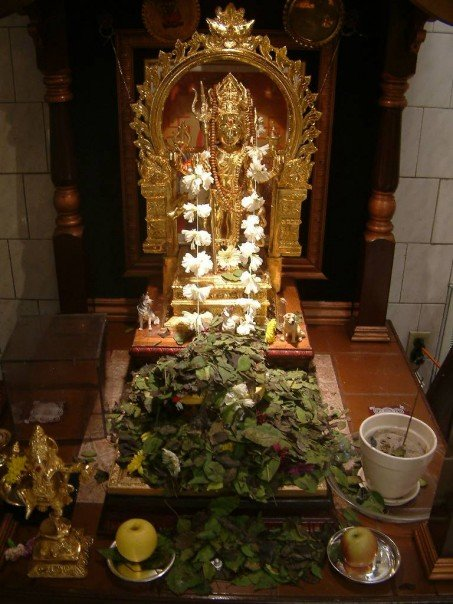
Offers voor Bhairawa (met drietand)

De volgende ochtend kleedt de ministerszoon zich als asceet en gaat naar de crematieplaats. De prins kleedt zich als zijn discipel en moet een parelsnoer verkopen. Maar hij moet zo'n hoge prijs vragen, dat iedereen het ziet maar niemand het koopt. De prins wordt door stadsbewakers naar de magistraat gebracht en vertelt dat hij het sieraad van zijn leraar heeft gekregen. De magistraat hoort van de asceet dat hij op het crematieterrein van alle kanten een groep heksen zag komen en ze staken het hart van een prins door en boden dit als offergave aan Bhairawa. Een van de heksen wilde de rozenkrans van de asceet ontroven en hij maakte hem met een toverspreuk gloeiend en merkte haar heup en nam het parelsnoer van haar af. Dit sieraad is niet passend voor een asceet en daarom wilde hij het verkopen.
De koning hoort het verhaal en vraagt de asceet welke straf passend zou zijn, waarna Padmāwatī uit de stad verbannen wordt. De prins en ministerszoon pikken haar op en nemen haar mee, waarna ze gelukkig verder leven. De ivoorbewerker sterft van verdriet en zijn vrouw volgt hem in de dood.
De Wetāla wil dan van de koning weten wie schuldig is aan de dood van het echtpaar; de ministerszoon, de prins of Padmāwatī. Als de koning niet eerlijk antwoord geeft, zal zijn hoofd in honderd stukken splijten. Bang voor deze vloek antwoordt de koning dat geen van drieën schuldig is, maar koning Karnotpala. De ministerszoon behartigde alleen de belangen van zijn heer, de prins en de vrouw waren door Amors pijlen gepijnigd. De koning ging af op spionnen en kende de regels van praktische politiek niet. Het juiste antwoord is breken van stilzwijgen en het lijk verdwijnt van de schouder van de koning.

## Tweede verhaal - De schoone Mandārawatīl, die door hare drie aanbidders in 't leven teruggeroepen werd
Vorst Triwikramasena gaat opnieuw naar de Śimśapāboom om de Wetāla te halen. Het lijk ligt knorrend op de grond in het licht van de brandstapel en de koning neemt het op zijn schouder. De Wetāla vertelt een verhaal om hem te verstrooien.
Aan de oever van de Yamoenā ligt het landgoed Brahmasthala. De Brahmaan Agniswāmin woont daar, hij heeft de Weda bestudeerd. Er wordt een mooie dochter geboren met de naam Mandārawatī. Als ze de huwbare leeftijd bereikt, komen drie mannen om haar hand vragen. Elk van deze mannen gunt haar geen andere man en de vader geeft haar aan geen van drieën, uit vrees dat de anderen zelfmoord plegen. Het meisje sterft en de drie cremeren haar. Een van de mannen blijft daar en bouwt een hutje en leeft van liefdesgaven. De tweede gaat met haar botten naar de Ganges en de derde wordt asceet en doolt rond. Deze asceet komt in Wakrolaka en eet bij een Brahmaan. Een kind begint te huilen en als het niet stopt, gooit de huisvrouw het kind in een vlammenvuur.
De asceet zegt in het huis van boosaardige demonen, meestal reuzen, gekomen te zijn. De Brahmaan pakt een toverformulierboek en strooit stof, belezen met een toverspreuk, over de as. Het jongetje leeft weer en de asceet eet met de Brahmaan. Ze gaan slapen, maar de asceet pakt stiekem het toverformulierboek en gaat naar de crematieplaats van Mandārawatī. Hij vertelt zijn plan en strooit stof, belezen met de spreuk, op de as. Mandārawatī herrijst met grotere glans dan daarvoor. Ze is in het vuur gelegd en lijkt uit goud gevormd. De drie mannen twisten wie haar huwen mag. De eerste zegt dat de as behoed is door zijn ascese, de tweede zegt dat de terugkeer komt door de bedevaart naar de Ganges en de derde zegt dat de toverspreuk haar heeft teruggehaald.
De Wetāla vraagt de koning wie de vrouw huwen mag. Als de koning geen antwoord geeft, zal zijn hoofd splijten. De koning antwoordt dat de derde man haar vader is door wat hij heeft gedaan, de tweede is de zoon. De eerste is uit liefde gebleven, dus dit is haar man. De Wetāla verdwijnt van de schouder van de vorst, omdat het stilzwijgen is verbroken.

## Derde verhaal - De vraag, wie slechter zijn: de mannen of de vrouwen, behandeld door sārikā en papegaai

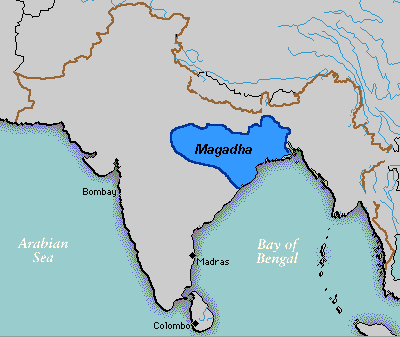
Magadha in India

Koning Triwikramasena gaat opnieuw naar de Śimśapāboom om de Wetāla te halen en deze vertelt een verhaal om niet moe te worden. Pātalipoetra is een stad met als koning Wikramakesarin, deze koning heeft een papegaai met als naam Widagdhacoedāmani. Op advies van deze papegaai is de koning met een prinses uit Magadha getrouwd. Deze prinses heeft een sārikā met de naam Somikā. Beide vogels wonen in één kooi en dienen hun meesters met hun kennis en inzicht.
De vogels krijgen een twistgesprek of de man of de vrouw slecht is, met inzet slavernij of huwelijk. Ze gaan naar de vorst en de toekan vertelt dat koopman Arthadatta in Kāmandikā woont. Zijn zoon dobbelt na de dood van zijn vader en het fortuin verdwijnt op deze manier. Hij vertrekt en komt in Candanapoera in het huis van een koopman en huwt de dochter Ratnāwatī. Hij krijgt een rijke uitzet en gaat na een tijd terug naar zijn eigen land met zijn vrouw (die rijke sieraden draagt) en een oude vrouw. In een bos neemt hij het sieraad van zijn vrouw en zegt dat er rovers zijn, hij gooit dan beide vrouwen in een afgrond. De oude vrouw komt om, maar Ratnāwatī blijft aan een liaan hangen en keert naar huis terug. Ze vertelt dat rovers het gezelschap hebben overvallen en denkt alleen aan haar man.
Dhanadatta verdobbelt opnieuw zijn bezittingen en besluit naar zijn schoonvader te gaan. Hij zal zeggen dat zijn vrouw nog thuis is. Bij het huis van zijn schoonvader valt zijn vrouw aan zijn voeten en vertelt wat ze haar ouders heeft verteld. Er wordt een feest gegeven nu de schoonzoon is vrijgelaten door de rovers. Op een dag doodt de man zijn vrouw en neemt haar sieraden mee naar zijn land.
De papegaai vertelt dat de rijke koopman Dharmadatta in Harshawatī woont. Zijn dochter Wasoedattā wordt uitgehuwelijkt aan de koopmanszoon Samoedradatta uit de door Aryas gezochte stad Tāmtaliptī. Hij gaat naar zijn eigen land en zij neemt een minnaar. Als de echtgenoot terugkomt, weigert ze hem 's nachts te wille te zijn. Een dief breekt in de slaapkamer in en zij vertrekt naar een rendez-vous met haar minnaar. De dief volgt haar, want hij wil haar sieraad. Samen met een dienares ontdekt de vrouw dat haar minnaar door een stadswacht is opgehangen en ze haalt hem van de boom. Ze siert het lijk met zalf en bloemen, maar er is een Wetāla in het lijk gekropen en die bijt een stuk van haar neus. Ze gaat terug naar huis en beschuldigt haar man, die in boeien geslagen wordt en voor de koning wordt geleid. Hij wordt ter dood veroordeeld en naar de executieplaats gevoerd.

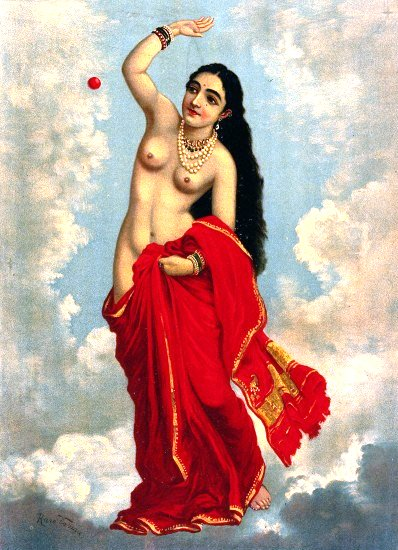
De nimf Tilottamā door Raja Ravi Varma

De dief vertelt dat deze man niet mag worden gedood en wordt door de gerechtsdienaren naar de koning gebracht. De dief vertelt dat de neus nog in de mond van het lijk zit en de vrouw wordt uit het land verbannen, nadat haar oren zijn afgesneden. De bezittingen van de koopman worden geconfisqueerd en de dief wordt tot stadsmagistraat aangesteld. De vervloeking van de vogels wordt opgeheven en de papegaai gaat als Gandharwa, met name Citraratha, ten hemel en de sārikā als nimf Tilottamā.
De Wetāla vraagt de koning wie slechter is, de man of de vrouw. Als de koning geen antwoord geeft, zal zijn hoofd splijten. De koning antwoordt dat vrouwen altijd slecht zijn, mannen zijn af en toe boosaardig. De Wetāla verdwijnt van zijn schouder nu het stilzwijgen is verbroken.

## Vijfde verhaal - De schoone Somaprabhā en hare drie pretendenten
De koning gaat opnieuw naar de Śimśapāboom om de Wetāla te halen en deze vertelt een verhaal. De Brahmaan Hariswāmin is de geliefde minister van koning Poenyasena van Oejjayinī. Hij heeft een zoon met de naam Dewaswāmin en een dochter met de naam Somaprabhā. De dochter krijgt de leeftijd om uitgehuwelijkt te worden en wil een man die buitengewoon dapper, kundig of knap is. De vader wordt door de koning naar de koning van Dekkhan gestuurd om een verdrag tegen de oorlog te sluiten.
Een Brahmaan vraagt de hand van zijn dochter en zegt knap te zijn. Hij laat een door de lucht vliegende wagen ontstaan en vliegt door toverkracht met Hariswāmin ten hemel en andere wereldruimten. Thuis heeft een andere Brahmaan de broer om de hand van Somaprabhā gevraagd, hij zegt dapper te zijn. De moeder heeft de hand van haar dochter inmiddels beloofd aan een kundig man die antwoorden weet op vragen van vroeger en toekomst. Alle drie hebben beloofd na zeven dagen het huwelijk te sluiten, maar de bruid blijkt verdwenen. De kundige vertelt dat ze naar het Windhyāwoud is ontvoerd door de rākshasa Dhoemaśika. De knappe brengt het gezelschap daarheen en de dappere vecht als Rāma en Rāwana. Het hoofd van de rākshasa wordt door de halvemaanvormige pijl afgeschoten en Somaprabhā wordt meegenomen. Thuis redetwisten de drie.
De Wetāla vraagt de koning wie haar toebehoort. Als de koning geen antwoord geeft, zal zijn hoofd splijten. De koning antwoordt dat dit de dappere is, die met eigen levensgevaar de rākshasa versloeg met de kracht van zijn armen. De rekenaar en de timmerman zijn steeds tot ander nut. Nadat het stilzwijgen is verbroken, verdwijnt de Wetāla.

## Zesde verhaal - De vrouw, die de hoofden van echtgenoot en broeder omwisselde
De koning gaat opnieuw naar de Śimśapāboom en haalt in alle stilte, net als vroeger, de Wetāla eruit en die vertelt een onderhoudend verhaal dat ook een vraag is. In de stad Śobhāwatī regeert Yaśahketoe. Er staat een tempel van Gaurī en ten zuiden daarvan ligt het meer Gaurītīrtha. Elk jaar komen daar mensen baden op de veertiende dag van de lichte helft in de maand Āshādha voor een processie. 

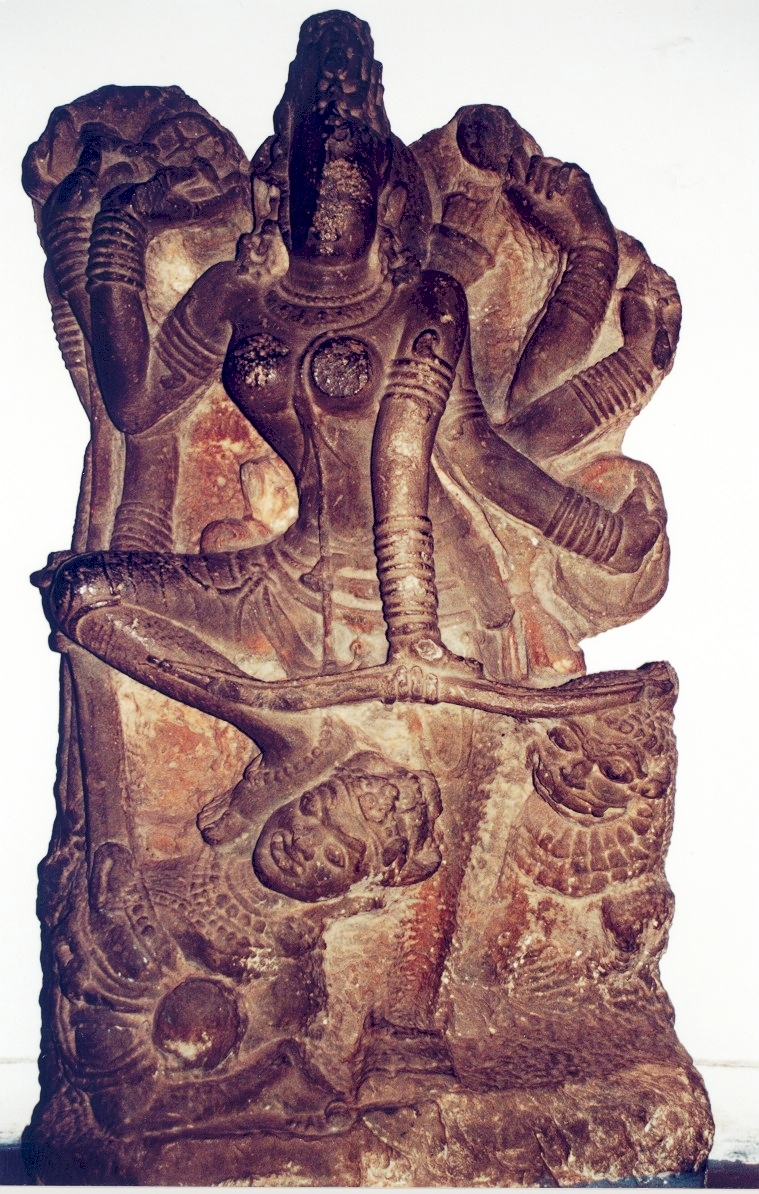
Doergā doodt de Asura Mahisha

Een jonge bleker, Dharwala uit Brahmasthala, ziet Madanasoendarī, de dochter van Soeddhapata, en keert ziek van verliefdheid naar huis. Hij wil geen eten en vertelt zijn moeder over deze vrouw. De moeder gaat naar haar man Wimala en die gaat naar de vader van de vrouw om haar hand te vragen. Er wordt een astrologisch gunstig moment bepaald en de volgende dag trouwt het paar. Op een dag komt de broer van de vrouw om hen uit te nodigen voor een feest ter ere van Dewi en de volgende dag vertrekt het gezelschap. Ze komen langs de tempel van Gaurī en Dhawala wil zijn opwachting maken aan de godheid Bhagawatī. Zijn zwager wil hem tegenhouden om met lege handen voor haar te verschijnen, maar hij buigt voor het beeld met achttien armen en knotsen die Dīnawas vernietigen en onder haar voeten Asura Mahisha vermorzelt.
Aan Dewi worden verschillende levende wezens geofferd en Dharwala besluit zijn haar aan de ketting van de bel te binden en pakt een zwaard uit de door mensen verlaten adyton, waarmee hij zijn hoofd afhakt en dat rolt op de grond. De zwager gaat naar binnen en doet hetzelfde en de vrouw vindt hen beide en bidt tot de godin die de helft van het lichaam van haar echtgenoot betrokken heeft. De vrouw wil haar man en broer opnieuw in een volgend leven en maakt een strik van lianen aan de voet van een Aśokaboom. Een stem uit het firmament zegt haar dat ze geen zelfmoord moet plegen, maar de lichamen en hoofden van beide mannen aan de strik te bevestigen. De vrouw doet dit, maar verwisselt per ongeluk de hoofden. De mannen herrijzen en ze buigen voor de gemalin van Śarwa en gaan alle drie waarheen ze willen.
De Wetāla vraagt de koning wie van beide mannen de man van deze vrouw is en als de koning geen antwoord geeft, zal zijn hoofd splijten. De koning antwoordt dat degene met het hoofd van de man de man van deze vrouw is. Het hoofd is het voornaamste onder de delen en daaraan herkent men iemand. De Wetāla verdwijnt nu het stilzwijgen is verbroken.

## Achtste verhaal - De drie zoo uiterst kieskeurige jonge Brahmanen
De koning gaat opnieuw naar de Śimśapāboom en neemt de Wetāla op zijn schouder. De Wetāla vertelt een verhaal om de vermoeidheid te vergeten. In Angaland ligt het landgoed Wrkshaghata. De Brahmaan Wishnoeswāmin die de offers voor de Weda verricht heeft drie zonen en zendt hen op een dag uit om een schildpad te halen. De oudste zoon wil het dier niet aanraken en zegt dat zijn broers dit moeten doen. De broers weigeren ook. De oudste is een kieskeurig kenner van vrouwen, de middelste is kenner van voedsel en de jongste is fijngevoelig op het gebied van matrassen. Ze laten de schildpad in de steek en gaan naar de stad Witankapoera om de vorst van Prasenajit de zaak te laten uitmaken.
De drie krijgen voedsel met al de zes smaken (zoet, zuur, zout, bitter, bijtend, samentrekkend) en dit is een koning waardig. De oudste weigert echter te eten, omdat hij de geur van verbrande lijken waarneemt. Na onderzoek blijkt de gebruikte rijst van een veld te komen dat naast een crematieplaats ligt. De oudste mag nu een ander gerecht nuttigen. 's Nachts wordt een mooie hetaere van de koning naar de middelste broer gebracht. Haar gezicht is gelijk een Rākānacht. De middelste broer vindt deze vrouw naar geiten stinken en de koning vraagt zich af waarom, want ze is geparfumeerd met kamfer, zwarte aloë en sandel. Het blijkt dat ze als baby niet door moeder of min is gezoogd, maar met geitenmelk is gevoed. De jongste krijgt een ledikant met zeven matrassen, maar midden in de nacht wordt hij wakker door pijn en er is een indruk in zijn lichaam te zien. Boven het rustbed en onder de onderste matras ligt een haar.
De koning ligt wakker van deze lieden met wonderbaarlijke scherpzinnigheid en fijngevoeligheid en schenkt ieder drie lak goudstukken. De broers blijven daar, de schildpad vergetend. Het offer van de vader mislukt hierdoor en ze beladen zich met zonde.
De Wetāla vraagt wie het meest kieskeurig is geweest. De koning moet antwoord geven, anders zal zijn hoofd splijten. De koning antwoordt dat de jongste broer het meest kieskeurig is, de indruk van de haar was voor ieder zichtbaar. De andere twee hadden de informatie van iemand anders kunnen vernemen. Na dit antwoord verdwijnt de Wetāla van de schouder van de koning.

## Negende verhaal - Anangarati met hare vier bruidegoms

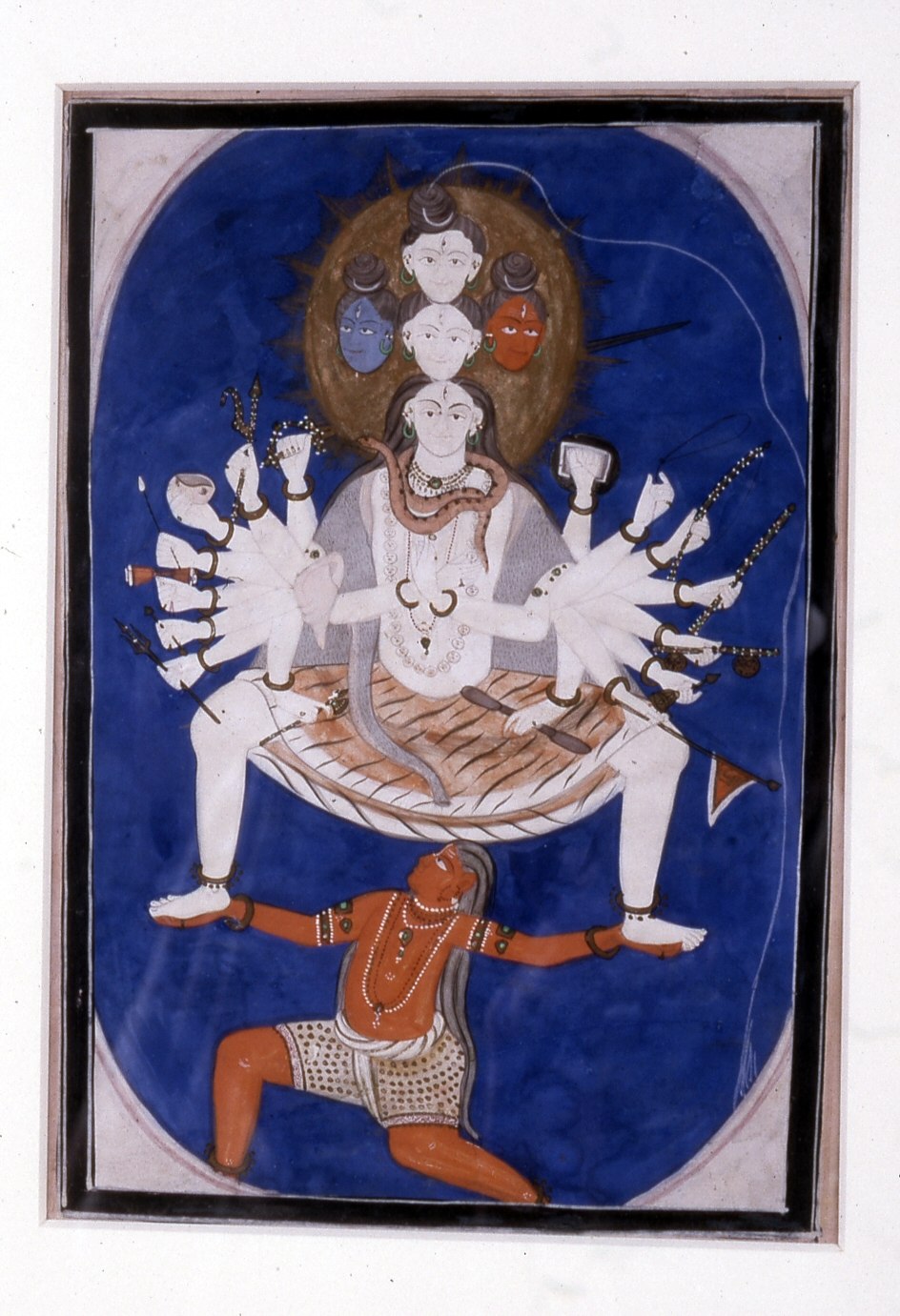
Śiwa in een ongebruikelijke danspositie, de kronkelende lijn aan de rechterkant is de Ganges die uit de haren tevoorschijn komt als Śiwa in de bergen verblijft

De koning gaat naar de Śimśapāboom en neemt de Wetāla op zijn schouder. De Wetāla vraagt zich af of de vorst Triwikramasena geen spoken ziet op de dodenakker en vertelt een quaestie. In Awanti ligt een stad die in de Krta-, Treta- en Dwāpara-eeuw Padmāwatī, Bhogawatī en Hiranyawatī genoemd werd en nu Oejjayinī wordt genoemd. Koning Wīradewa heeft als eerste vorstin Padmarati en ze gaan naar de Ganges om genade van Śiwa te krijgen door middel van ascese. Ze willen graag nakroost krijgen. Een stem vertelt dat een heldenzoon en prachtige dochter zullen komen. Padmarati baart een zoon, Śoeradewa, en later een dochter met de naam Anangarati. Als de dochter volwassen wordt, kan de koning geen passend gemaal voor haar vinden en zij mag dan zelf kiezen. Dit weigert ze, omdat het niet zedig is. Ze wil uitgehuwelijkt worden aan iemand die volleerd meester in één kunst is, met een edel voorkomen.
Uit Dekkhan komen vier mannen. Een Soedra met de naam Pancapattika maakt elke dag vijf kleden en geeft één aan de godheid, één aan de Brahmaan, één houdt hij voor zichzelf, één is voor zijn vrouw (als hij gekozen wordt) en één verkoopt hij om in het levensonderhoud te voorzien. De tweede man is Waiśya met de naam Bhāshājña en hij verstaat de taal der vogels en viervoeters. De derde is de Kshatriya met de naam Khadgadhara en hij is zwaarddrager. De vierde is de Brahmaan Jīwadatta en hij is in staat de doden weer adem in te blazen.
Aan wie moet de vrouw worden uitgehuwelijkt, vraagt de Wetāla aan de koning. Als de koning geen antwoord geeft, zal zijn hoofd splijten. De koning zegt dat het onmogelijk is haar uit te huwelijken aan de Soedra (wever), de Waiśya en de Brahmaan. Ze moet aan de vierde, de Kshatriya, gegeven worden. Hij is gelijke aan haar stand en de Wetāla verdwijnt nu het stilzwijgen is verbroken.

## Tiende verhaal - Madanasenā en de drie edelmoedige mannen
De koning gaat naar de Śimśapāboom om de Wetāla te halen en deze vertelt een verhaal om de moeheid weg te nemen. Vorst Wīrabāhyoe regeert over de stad Anangapoera, er woont een groothandelaar met de naam Arthadatta met zijn zoon Dhanadatta en dochter Madanasenā. Een vriend van de zoon ziet de zus en wordt verliefd. Hij droomt 's nachts van haar en valt de volgende dag aan haar voet en zegt niet zonder haar te willen leven. Ze is bang dat hij haar geweld zal aandoen en zegt zich naar hem te zullen begeven, nadat ze getrouwd is. Ze is namelijk al verloofd met de koopman Samoedradatta. De man wil dit niet, omdat haar lotus dan al genoten is door de ander en dan belooft ze na de huwelijksvoltrekking eerst naar hem te komen. Ze bevestigt haar toezegging met een eed en wordt door de man vrijgelaten.
De astrologisch gunstige dag breekt aan en na het huwelijksfeest gaat Madanasenā met haar man naar de slaapkamer. Als Samoedradatta haar wil omhelzen, begint ze te huilen en draait haar hoofd af. De man zegt dat ze naar haar geliefde moet gaan. Ze vertelt dan wat er is gebeurd en de man geeft haar toestemming te gaan waar ze wil. Ze loopt 's nachts naar de vriend van haar broer en een dief ziet haar lopen. De dief grijpt de zoom van haar gewaad en vraagt waar ze heen gaat. Ze biedt sieraden aan, maar de dief weigert. Ze belooft dan terug te komen nadat ze bij de vriend van haar broer is geweest. Deze man hoort van de vrouw wat er is gebeurd en laat de vrouw gaan, waarna ze naar de dief terugkeert. De dief hoort wat er is gebeurd en ook hij laat de vrouw gaan. Met ongeschonden eer komt de vrouw bij haar man.
De Wetāla vraagt wie van deze mannen het meest edelmoedig was. Als de koning geen antwoord geeft, zal zijn hoofd splijten. De koning antwoordt dat de dief het meest edelmoedig was van de drie. De man  beschouwde haar als zijn vrouw, wetend dat ze een ander toegedaan was. De koopmanszoon liet haar gaan, omdat hij bang was dat de man het aan de koning zou melden. De dief werkt in het geheim en liet de parel onder de vrouwen met haar sieraden gaan. De Wetāla verdwijnt van de schouder van de koning en gaat naar zijn eigen plaats terug, nu het stilzwijgen is verbroken.

## Dertiende verhaal - De door vergiftigd voedsel gedoode Brahmaan, wien eerst zijn jonge vrouw ontroofd was
De koning komt bij de Śimśapāboom en haalt de Wetāla opnieuw, deze vertelt een kort verhaal. Wārānasī is het verblijf van Śiwa en de Brahmaan Dewaswāmin woont er. Zijn zoon Hariswāmin is getrouwd met Lāwanyawatī en zij is zo mooi als hemelse nimfen zoals Tilottamā. Een luchtgeest neemt de schone mee en als haar man wakker wordt, vraagt hij zich af of ze boos is weggegaan of dat ze zich verborgen houdt en hem uitlacht. Hij zoekt haar en krijgt zijn zelfbeheersing terug na enkele dagen. Hij geeft zijn bezittingen aan de Brahmanen en gaat de heilige badplaatsen bezoeken om zijn zonden af te werpen. Hij baadt zich en de volgende dag geeft hij voedsel en drank en zijn hele vermogen als meerdaags Somaoffer aan de Brahmanen. Na een lange zwerftocht komt hij bij de woning van de Brahmaan Padmanābha. Daar wordt een meerdaags Somaoffer verricht en hij ziet de Brahmanen aan de maaltijd.
De huisvrouw ziet de man en neemt een schaal met in melk gekookte rijst met gesmolten boter en suiker en zegt dat hij dit aan de oever van een vijver moet nuttigen. Onder een vijgenboom zet hij de schaal en wast zijn handen en voeten en spoelt de mond. In een boom landt een valk met een slang in zijn poten en als de slang sterft, druppelt er gif in de rijstebrij. De man eet van de rijstebrij en wankelt terug naar het huis en zegt de huisvrouw een kenner van vergifbezwerende spreuken te halen, anders is het haar schuld dat de Brahmaan gedood is. De man sterft en de Brahmaan verjaagt zijn huisvrouw, die onschuldig is en slechts gastvrijheid oefende. Zij gaat naar een heilige badplaats om zich aan ascese over te geven. Voor Dharmarāja rees de strijdvraag: wie van de drie is schuldig aan doodslag.
De Wetāla vraagt de koning of de slang, de havik of de gever van de rijstebrij de schuldige is. Als de koning geen antwoord geeft, zal zijn hoofd splijten. De koning vertelt dat de slang niet schuldig is, in de doodstrijd drupte het gif uit zijn mond. De havik had honger en de voedselgever deed wat recht en plicht is. Alleen de domoor die zonder overleg een van de drie aanwijst als schuldige, treft schuld.

## Veertiende verhaal - De koopmansdochter, die op den ter dood veroordeelden dief verliefd werd, en waarom deze voor zijn dood weende en lachte
De koning gaat opnieuw naar de Śimśapāboom en haalt de Wetāla eruit, deze vertelt een boeiend verhaal. Ayodhyā is de residentie van Rāma en hier heerst koning Wīraketoe. Koopman Ratnadatta en zijn vrouw Nandayantī hebben een dochter met de naam Ratnawatī. De dochter heeft een afkeer van mannen en wil zich het leven benemen als ze haar zal uithuwelijken. De stad heeft last van dieven en er worden nachtwakers aangesteld. Op een nacht gaat de koning zelf op zoek en ziet een man op de stadswal en zegt dat hij een dief is. Als gelijke wordt hij uitgenodigd en ze gaan naar een verborgen woning midden in een bos dat in de grond is ingegraven. De woning wordt door lichtende lampen verhelderd als nieuwe onderwereld.
De koning krijgt een zitplaats en de dief gaat een binnenvertrek in. Een dienares waarschuwt de koning en vraagt zich af hoe hij in de muil des Doods is gekomen.
De koning gaat naar het paleis en roept zijn troepen te wapen. Ze bewaken de uitgang van de woning in het bos en de dief valt aan en hakt paarden de poten stuk, hakt olifanten de slurf af en slaat soldaten het hoofd af. De koning slaat zwaard en dolk uit handen van de dief en overmeesterd hem. Hij veroordeelt de dief tot opspietsing en de volgende ochtend volgt de terechtstelling. Ratnadatta hoort dat zijn dochter deze dief tot man kiest en vraagt de koning om vrijstelling. Zelfs voor honderd miljoen goudstukken wil de koning dat niet en de dochter baadt zich en bestijgt een palankijn.
De dochter gaat naar de plek van de terechtstelling en de dief ziet haar met haar familieleden. De dief hoort van toeschouwers wat er aan de hand is en weent en lacht, voordat hij de geest geeft. De dochter laat het lijk van de spies nemen en bestijgt de brandstapel. De onzichtbaar op de crematieplaats aanwezige Heer Śiwa laat haar een wens doen en ze vraagt honderd zonen voor haar vader, zodat hij zijn leven niet zal opgeven als ze dood is. Zo'n standvastige vrouw verdient meer en Śiwa laat haar nog een wens doen en ze vraagt haar man levend en deugdzaam terug. Nadat Śarwa gesproken heeft, herrijst de man en de vader geeft een feest in het eigen paleis. De koning stelt de man aan tot bevelhebber van de troepen en de man huwt de dochter.
De Wetāla vraagt de koning waarom de dief huilde en lachte voordat hij stierf. Als de koning geen antwoord geeft, zal zijn hoofd splijten. De koning vertelt dat de dief schreide uit droefheid, hij kon zijn schuld aan de koopman niet kwijten. Hij lachte uit verwondering, wonderlijk is het hart van een vrouw. De Wetāla verdwijnt nu het stilzwijgen is verbroken.

## Vijftiende verhaal - De tooverpil

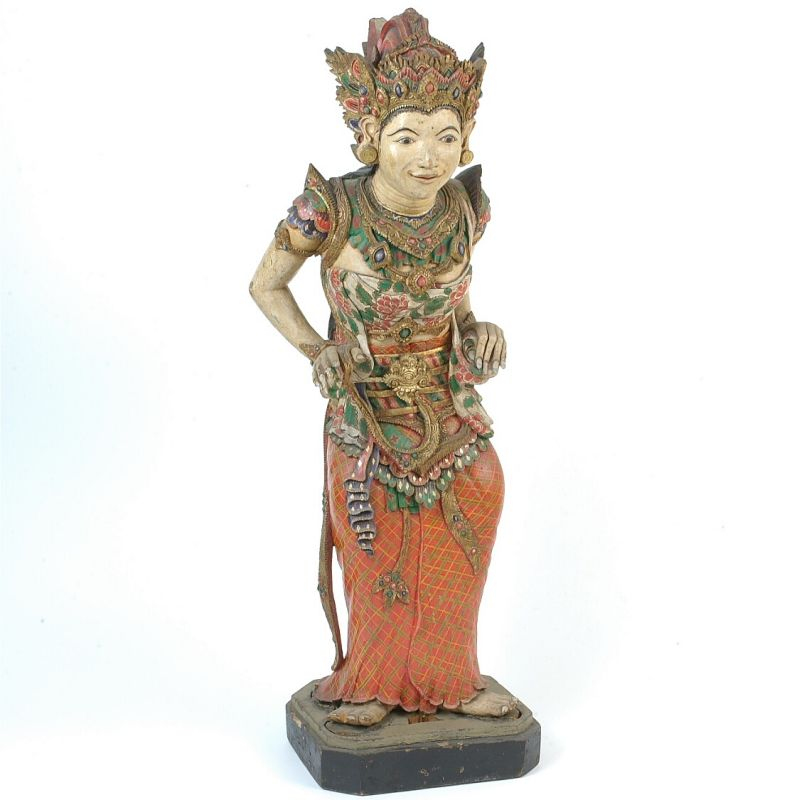
Houten beeld van de godin Rati, de gemalin van de liefdesgod Kama

Koning Triwikamasena gaat naar de Śimśapāboom en haalt de Wetāla opnieuw, deze vertelt dat koning Yaśahketoe in Śiwapoera in Nepal woont. Hij krijgt bij zijn vrouw Candraprabhā een dochter met de naam Śaśiprabhā. Als het feest ter gelegenheid van de processie er is, gaat ze bloemen plukken in de tuin en de Brahmaan Manasswāmin wordt verliefd en vraagt zich af of dit Rati is. Ook het meisje wordt verliefd en vergeet de bloemen en haar lichaam.
Er breekt een olifant los en de Brahmaan redt het meisje en ze wordt door haar verwanten naar het vrouwenverblijf gebracht. De Brahmaan gaat de volgende dag naar zijn leraar, de listige tovenaar Moeladewa, die de wonderweg der magie bewandelt. Moeladewa neemt een wonderpil in en wordt zo een bejaarde Brahmaan en geeft zijn leerling ook een pil. Manasswāmin verandert hierdoor in een mooi meisje. De tovenaar brengt het meisje naar de koning en zegt dat het de bruid van zijn zoon is, maar zijn zoon is verdwenen. De tovenaar vraagt de koning het meisje onder zijn hoede te nemen, zodat hij zijn zoon kan gaan zoeken. Op deze manier komt de Brahmaan bij de koningsdochter in het vrouwenverblijf. Na enkele dagen vraagt de Brahmaan in vrouwengedaante aan de koningsdochter waarom ze wegkwijnt en ze vertelt wat er in de tuin is gebeurd. De Brahmaan neemt de pil uit de mond en krijgt zo weer zijn mannelijke gedaante. Er wordt een Gandharwa-huwelijk gesloten en overdag is de Brahmaan met de pil een meisje en 's nachts zonder pil een man.
De zwager van de koning, Mrgānkadatta, geeft zijn dochter Mrgānkawatī ten huwelijk aan de zoon van de eerste minister Prajñāsāgara. Deze ministerszoon wordt echter verliefd op Manasswāmin als hij haar ziet en komt in het zevende stadium van liefdeskrankheid terecht. De koning vraagt zich af hoe hij het meisje aan de ministerszoon kan geven, omdat hij de bejaarde Brahmaan heeft beloofd haar onder zijn hoede te nemen. Alle ministers vertellen dat het de plicht van een koning is om zijn onderdanen te beschutten. De basis is de raad, als deze ten onder gaat zal recht en plicht dat ook doen. De dood van de ministerszoon is ook een misdaad, dus het meisje moet aan hem worden gegeven. Als de bejaarde Brahmaan vertoornd is, moeten er tegenmaatregelen genomen worden. Het meisje stemt alleen in met het huwelijk als de man na een zesmaandelijkse pelgrimstocht terug zal keren, anders zal ze zelfmoord plegen door haar eigen tong af te bijten.
De ministerszoon laat zijn eerste vrouw en het meisje achter in een bewaakt vertrek en gaat op pelgrimstocht. De vrouw vraagt Manasswāmin om een verhaal en hoort over de koninklijk ziener uit het zonnegeslacht. Het hart van de vrouw wordt dof en Manasswāmin vertelt haar dat dit een symptoom van liefde is. Hij neemt de pil uit zijn mond en er wordt een wellustfeest gevierd. Als de ministerszoon terugkeert, vlucht Manasswāmin met de vrouw. De bejaarde Brahmaan keert terug met zijn vriend Śaśin, als jeugdige Brahmaan, en vraagt zijn schoondochter terug. De koning weet niet waar ze is en biedt zijn eigen dochter aan. De tovenaar vertrekt en ontmoet later zijn leerling, er volgt een twistgesprek. Manasswāmin zegt dat Śaśiprabhā hem toebehoort, want ze zijn gehuwd. Śaśin zegt dat ze aan hem is gegeven door haar vader voor het heilig offervuur.
De Wetāla vraagt de koning aan wie ze toekomt, de vloek is nog altijd van kracht. De koning antwoordt dat ze op openlijke en wettige wijze door haar vader is gegeven aan Śaśin. De dief heeft geen wettig verhaal op andermans bezit, ook niet door het Gandharwa-huwelijksgebruik. Nadat het stilzwijgen is verbroken, verdwijnt de Wetāla van de schouder van de koning.

## Zeventiende verhaal - De door den koning van de hand gewezene schoone, die de oorzaak werd van den dood diens konings

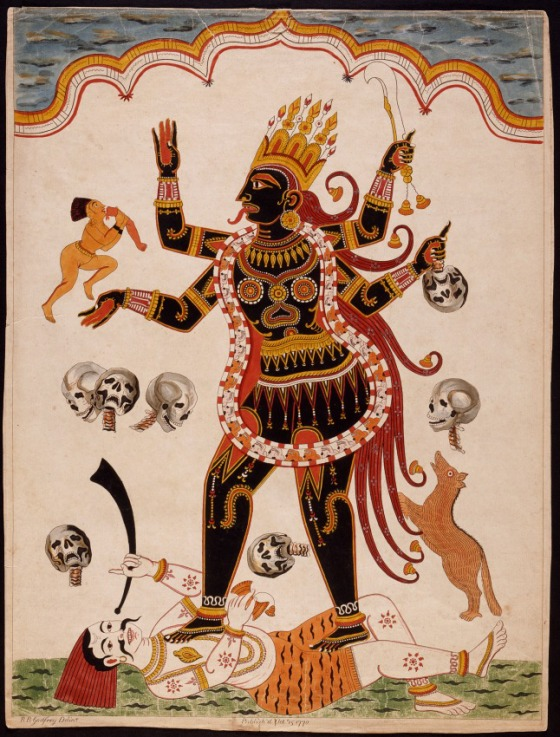
Kali

De koning haalt de Wetāla uit de Śimśapāboom en deze vertelt een verhaal. Kanakapoera ligt aan de Ganges en is ontoegankelijk voor Kali. Koning Yaśodhana heerst over Kanakapoera. Een koopman heeft een dochter, Unmadanī, en biedt haar aan. De koning stuurt Brahmanen om haar te keuren en deze vrezen dat de koning geen aandacht aan de regering zal schenken door haar enorme schoonheid. Ze liegen tegen de koning dat ze geen gelukvoorspellende merktekenen heeft. Ze vertellen dat ze ongunstige merktekens heeft en ze wordt hierdoor uitgehuwelijkt aan de legerbevelhebber Baladhara. De vorst komt op een olifant om het lentefeest te aanschouwen en ziet Unmadanī op het platte dak van haar paleis en wordt meteen verliefd. Hij hoort dat ze ooit is aangeboden aan hem en daarna verbant hij de Brahmanen. De koning kwijnt weg en de legeraanvoerder biedt zijn vrouw aan hem aan, maar de koning weigert dit misdrijf en sterft. De legeraanvoerder stort zich in het vuur.
De Wetāla vraagt aan de koning wie het edelst was, de vervloeking is nog steeds van kracht. De koning antwoordt dat de vorst het edelst was. Hij werd niet van wijs gebracht door Lakshmi, het gedrag van de legeraanvoerder was zijn plicht.

## Negentiende verhaal - De koning met de drie vaders
De koning gaat opnieuw naar de Śimśapāboom en haalt de Wetāla. Deze vertelt een verhaal. Vorst Soeryaprabha heerst over Wakrolaka, maar hij heeft geen zoon bij zijn gemalinnen. De koopman Dhanapāla heeft een dochter met de naam Dhanawatī. Als de koopman sterft, vlucht zijn vrouw met haar dochter en een kleinodiëntooi uit vrees voor de erfgenamen. Ze stoot in het duister tegen een dief die op een paal is gespietst en deze vraagt de hand van haar dochter, zodat hij een bij haar een kind uit autorisatie kan krijgen om zo de hemel te kunnen bereiken.
De dief geeft aanwijzingen en de vrouw graaft bij de stam van een vijgenboom goud op, verbrandt het lichaam van de dief en werpt het gebeente in de heilige stroom. Ze gaat met haar dochter naar Wakrolaka en koopt van koopman Wasoedatta een aanzienlijke woning. De geestelijk leraar Wishnoesāmin heeft een discipel; de Brahmaan Manasswāmin. Deze discipel wil de lichtzinnige vrouw Hamsāwalī, maar zij vraagt honderd dīnars als loon en hij heeft geen bezittingen. Dhanawatī wil deze discipel en haar moeder zendt een dienares naar hem toe. Hij vraagt vijfhonderd dīnars om één nacht te komen. Dhanawatī wordt zwanger en krijgt een zoon.
Śiwa vertelt in een droom dat de jongen met duizend goudstukken ten vondeling gelegd moet worden aan de poort van koning Soeryaprabha. De koning vindt de jongen met handen en voeten gemerkt met lijnen van pajong, banier en andere en er volgt een twaalfdaagse periode van dans, muziek en feest. De koning noemt de jongen Candraprabha en de jongen is heldhaftig en heeft goede eigenschappen. Hij wordt tot koning gezalfd en zijn vader vertrekt naar Wārānasī. De vader bedrijft ascese en overlijdt. Candraprabha zal het gebeente in de Ganges werpen en naar Gayā gaan om śrāddha uit te voeren. Dan zal hij een bedevaart tot de oostelijke zee ondernemen.
Candraprabha komt in Prayāga en vast, geeft aalmoezen en voert śrāddha uit. Daarna gaat hij naar Wārānasī en Gayāśiras. Bij de put van Gayā rijzen drie handen op; een van de dief (met ijzeren spies), een van de Brahmaan (met offerboter en reinigers; twee grassprieten door offerformulier gewijd) en een van de koning (met ring en merktekens).
De Wetāla vraagt de koning aan wie Candraprabha de rijstbol moet geven. Als de koning geen antwoord geeft, zal zijn hoofd splijten. De koning antwoordt dat de rijstbol aan de dief toebehoort, hij is de echte vader. De Brahmaan had zich voor geld verkocht en de vaderkoning heeft geld aangenomen. De Wetāla verdwijnt nu het stilzwijgen is verbroken.

## Eenentwintigste verhaal - De drie door hevige liefde plotseling gedooden
De koning gaat opnieuw naar de Śimśapāboom en haalt de Wetāla, die hem een verhaal vertelt. Wiśālā wordt door koning Padmanābha geheerst, hij heeft alle schatplichtige vorsten aan zich onderworpen. Koopman Arthadatta heeft meer rijkdom dan Koebera en zijn dochter Anangamanjarī is zo mooi als een nimf. Ze wordt uitgehuwelijkt aan Maniwarmana uit Tāmraliptī, maar blijft met haar man in de woning van haar vader wonen. De man is dol op zijn vrouw, maar dit is niet wederzijds. De man gaat naar zijn ouders en de vrouw ziet de zoon van de huisprelaat van de koning, de Brahmaan Kamalākara. Kamalākara wordt Koemoedāhara als hij haar ziet en ook zij wordt verliefd. Ze kunnen niet samen zijn en na enkele dagen wil de vrouw zich het leven benemen en gaat 's nachts naar de door bomen en lianen omgroeide vijver in de tuin.
Anangamanjarī bidt voor het beeld van de huisgodin Candikā dat Kamalākara in een andere bestaansvorm haar man zal zijn. Ze maakt een strik van haar overkleed en bindt dit aan de Aśokaboom, maar haar vriendin Mālatikā ziet dit en snijdt de strik door. Anangamanjarī vertelt wat er aan de hand is en valt flauw. Haar vriendin legt een snoer op haar hart en maakt een leger van lotusbladeren. Ze belooft Kamalākara naar de tuin te brengen en Anangamanjarī neemt een snoer van haar hals en geeft dit als beloning. De volgende dag gaat Mālatikā naar Kamalākara en vertelt dat de tranendruppels met oogzalf vermengd, als bijen, op het gelaat van Anangamanjarī komen alsof het een lotus is. Ze vertelt dat ze Anangamanjarī 's nachts naar het midden van een mangobosje in de tuin zal brengen en zegt dat Kamalākara daar ook moet komen.
Als Anangamanjarī Kamalākara daar ‘s nachts ziet, slaat ze haar armen om zijn hals. Ze sterft en Kamalākara valt flauw. Als Kamalākara bijkomt, neemt hij zijn geliefde op schoot en zijn hart barst. De verwanten van Anangamanjarī komen de dag erna en ook Maniwarmana keert terug en sterft ook van verdriet. De mensen bidden tot Candi en zij laat alle drie herrijzen, bevrijd van de passie. Kamalākara gaat beschaamd terug en de vader neemt Anangamanjarī en haar echtgenoot mee het huis in.
De Wetāla vraagt de koning wie het meest verblind door liefde was, de vervloeking is nog altijd van kracht. De koning antwoordt dat dit de echtgenoot was. Hij zag dat zijn vrouw uit liefde voor een andere man stierf en toch ontstak hij niet in toorn, maar gaf zijn leven uit verdriet. De Wetāla verdwijnt nu het stilzwijgen is verbroken.

## Tweeëntwintigste verhaal - De vier broeders, die aan een leeuw het aanzijn schonken

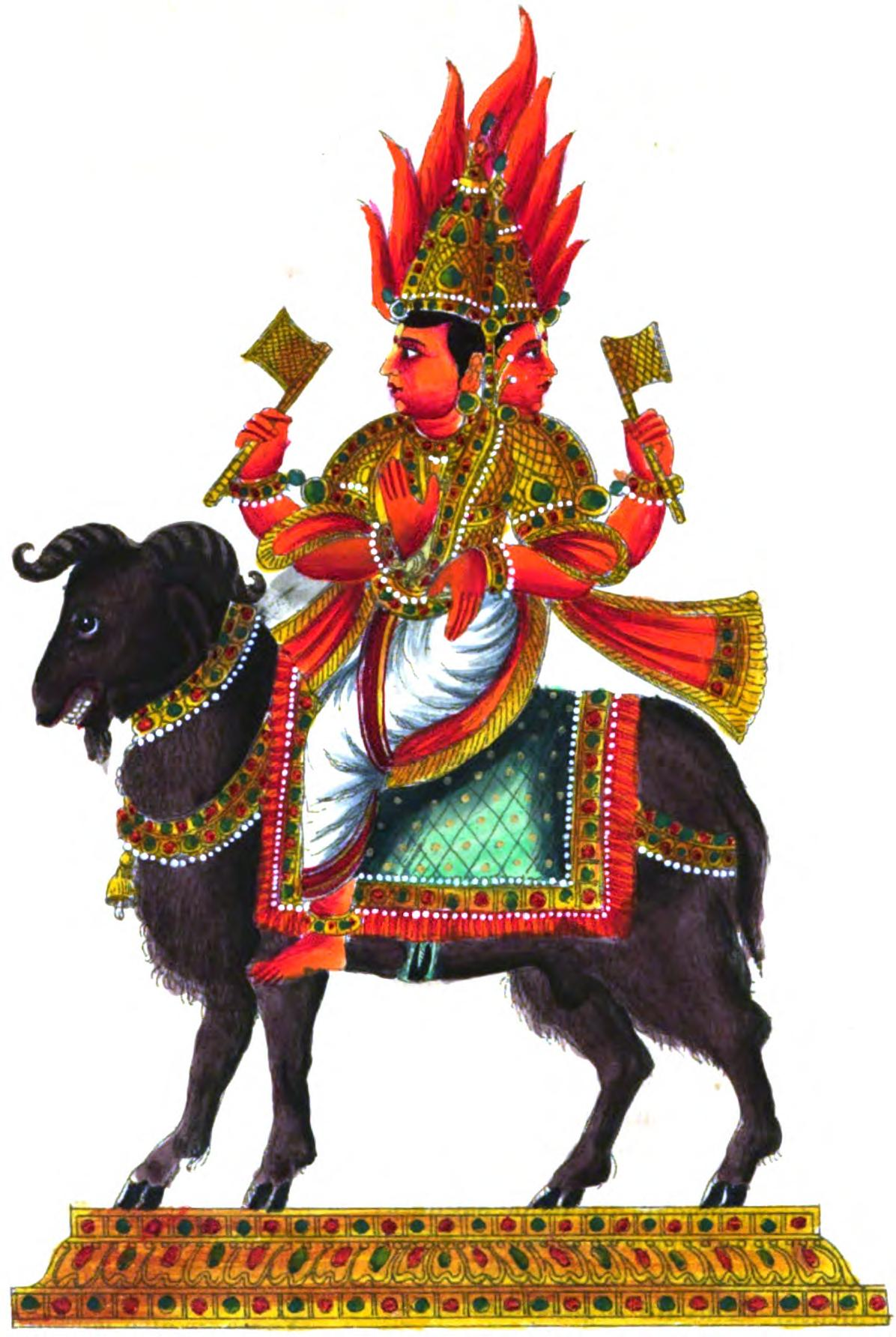
Agni

Koning Triwikramasena gaat terug naar de Śimśapāboom en legt de Wetāla op zijn schouder. De Wetāla vertelt over koning Dharanīvarādha die heerst over de stad Koesoemapoera. In het rijk ligt het landgoed Brahmasthala en daar leeft de tweemaal geborene Wishnoeswāmin. Zijn echtgenote is als Svāhā voor Agni en zij schenkt haar man vier zonen. Als het echtpaar sterft, gaan de kinderen naar het dorp van hun grootvader van moeders zijde; Yajñasthala. Daar komen zij bij ooms terecht en wijden hun leven aan de studie van de Weda. De ooms geven de jongens later niet zoveel, omdat ze niks bezitten. De oudste broer vertelt dat hij op een dodenakker een lijk zag en ook rust wilde. Hij verhing zichzelf, maar het touw brak en een man wuifde koelte toe met zijn gewaad. Uit slechte daden komt leed en goede geven vreugde. Als het noodlot het niet wil, krijgt men zelfs aan de dood geen deel. De broer wil naar een gewijde badplaats om zijn lichaam door ascese uit te teren, zodat hij niet opnieuw in armoede komt. Maar dan vertelt de jongste broer dat de lichtekooi en het fortuin niemand trouw blijven, men moet zich een voortreffelijkheid eigen maken om het geld met geweld te krijgen.
De broers gaan ieder richting één der hemelstreken om magische kracht te leren en na een tijd ontmoeten ze elkaar op een afgesproken plaats. Eén kan vlees laten ontstaan op een splinter van een bot, de tweede kan huid doen ontstaan, de derde kan ledematen doen ontstaan en de vierde kan het wezen van adem en leven voorzien. Ze vinden een botsplinter van een leeuw en tonen hun kunsten, maar de leeuw doodt hen allen.
De Wetāla vraagt de koning wie schuldig is aan de dood van de vier broers. De koning moet antwoorden, anders zal zijn hoofd splijten. De koning antwoordt dat de eerste drie uit onwetendheid handelden, maar schuldig is degene die de gestalte van de leeuw zag en toch leven inblies om zijn kunsten te tonen. Alleen als de wortel onder gunstige auspiciën begoten wordt met water der wijsheid en de greppel eromheen uit praktische levenswijsheid bestaat, brengt de boom der flinke praestatie vrucht voort. De Wetāla verdwijnt nu het stilzwijgen verbroken is.

## Vierentwintigste verhaal - De verwisseling van moeder en dochter, met dat gevolg, dat de eerste den zoon, de laatste den vader huwde
De koning haalt de Wetāla opnieuw uit de Śimśapāboom en deze vertelt over onderkoning Dharma van Dekkhan en hij heeft een dochter bij Candrawatī uit Mālawaland. Lāwanyawatī krijgt de huwbare leeftijd, maar haar vader wordt dan van de troon gestoten en hij vlucht met een kleinodiënschat in de richting van Mālawaland. 's Nachts komt het gezelschap in het Windhyāwoud in een gehucht van de Bhils. Vele Śabaras met wapens willen hem plunderen en de koning kan enkele verslaan, maar wordt gedood. Zijn vrouw en kind vluchten naar een ander dicht woud en gaan bij een Aśokaboom aan de oever van een lotusmeer zitten.
Candasimha en zijn zoon Simhaparākrama gaan jagen en ze zien de voetsporen van de vrouwen. De zoon zegt dat hij zal trouwen met de vrouw aan wie de kleine voetsporen toebehoren, dit zal de jonge vrouw zijn. Zijn vader moet trouwen met de vrouw aan wie de grote voetsporen toebehoren. De vader weigert, omdat zijn vrouw nog niet lang daarvoor is overleden. De zoon zegt dan een vers van de dichter Moeladewa op en ze gaan naar de vrouwen en nemen hen mee naar Wittapapoerī. Ze trouwen, maar door vergissing met de voeten worden dochter en moeder door huwelijk met vader en zoon elkaars schoonmoeder en schoondochter. Ze krijgen kinderen en deze krijgen kinderen.
De Wetāla vraagt de koning welke familieverhoudingen de kinderen hebben, de vloek is nog altijd van kracht. De koning weet het antwoord niet en loopt stilzwijgend door. De Wetāla wil met een list de roem die de Bhikshoe toekomt op de koning overbrengen. De Wetāla zegt dat hij uit het lichaam zal vertrekken. Als de Bhikshoe de koning opdraagt om zich met acht ledematen ter aarde te werpen, moet de koning hem vragen dit voor te doen. De koning moet dan het hoofd van de Bhikshoe afslaan en hij zal de ganse aarde beheersen door hem als offer te slachten. De koning begrijpt daarop dat de asceet Kshāntiśīla het slecht met hem voorhad en brengt het lichaam van de dode naar de vijgenboom.

## Slot (einde der raamvertelling)
Koning Triwikramasena komt bij Bhikshoe Kshāntiśīla met het lijk op zijn schouder en ziet de asceet in een met bloed besmeerde cirkel gemaakt met het witte poeder van fijngestoten botten. Aan elke kant van de vier hemelstreken heeft hij een met bloed gevulde kruik gezet in een cirkel van uit mensenvet vervaardigde lichten. Hij heeft offeranden in een vuur gebracht en heeft alle benodigdheden voor de verering van zijn godheid.
De Bhikshoe eert de koning als grootheid der groten, die zelfs onder levensgevaar niet afwijken van een belofte. Hij pakt het lijk van de schouder van de koning en wast en zalft hem, hij voorziet het lichaam van een krans en legt hem in de cirkel. Het lijk draagt een van hoofdhaar vervaardigd brahmanensnoer en is met as bestoven, het draagt een lijkwade. Hij roept met een toverspreuk de machtige Wetāla op en verricht de handelingen van een eredienst. Hij biedt het erewater in een schaal bestaande uit een mensenschedel aan en doet hierin mensentanden met daarop bloemen en welriekende zalf, wierook gebrand uit mensenogen en een offergave van mensenvlees.
De Bhikshoe zegt dat de koning zijn huldiging moet brengen door zich op de acht ledematen ter aarde te werpen, dan zal de Wensvervuller schenken wat hij verlangt. De koning zegt dat hij niet weet hoe en vraagt het voor te doen. De Bhikshoe doet het voor en dan slaat de koning zijn hoofd af. Hij splijt het lijf open en haalt het hart er uit en offert het hoofd en het hart aan de Wetāla. De opperheerschappij over de Luchtgeesten zal van de koning zijn na zijn heerschappij over de hele wereld. De koning mag een wens doen, omdat de Wetāla hem zo heeft geplaagd.
De koning vraagt of de eerste vierentwintig vraagverhalen en het vijfentwintigste, dat het slot vormt, beroemd op de aarde zijn mogen en in ere blijven staan. De Wetāla vertelt dat de vierentwintig eerste en het ene dat het slot vormt onder de naam “de vijfentwintig verhalen van den Wetāla” op aarde beroemd en geëerd zijn tot heil der mensheid. Degene die een van de verhalen hoort of reciteert zal van zijn zonden bevrijd worden. Geen Yaksha, Wetāla, Koeshmānda, heks of boze demon zal macht hebben waar deze serie wordt voorgedragen.
De Wetāla verdwijnt uit het lijk en gaat met zijn Yogawonderkracht daarheen, waar hij wenst. Śiwa verschijnt in gezelschap van de goden en onderwijst de koning. Hij heeft hem als Wikramāditya geschapen uit een deel van zichzelf tot verdelging van de in barbarengestalte geïncarneerde Asoeras en nu heeft hij hem geschapen als de held koning Triwikramasena om een schurk te bedwingen. De koning zal met Śiwa verenigd worden en krijgt het “Onoverwonnen” hetend zwaard.
De koning gaat Pratishthāna binnen en wordt door zijn onderdanen gehuldigd. Hij brengt de dag door met baden, het geven van aalmoezen, huldiging van Śiwa, dans, gezang, muziekspel, etc. Na enige dagen bezit hij de onbetwiste heerschappij over de aarde en de onderwereld. Na op bevel van Śiwa voor lange tijd de opperheerser der Luchtgeesten te zijn geworden, wordt hij verenigd met de Heer.

## Opmerkingen
- Het niet kunnen slapen door een voorwerp onder meerdere matrassen, zoals in het Achtste verhaal, wordt ook gebruikt in De prinses op de erwt van Hans Christian Andersen.